# Arizpe
Arizpe est un établissement humain en Sonora, au nord-est du Mexique.

## Géographie

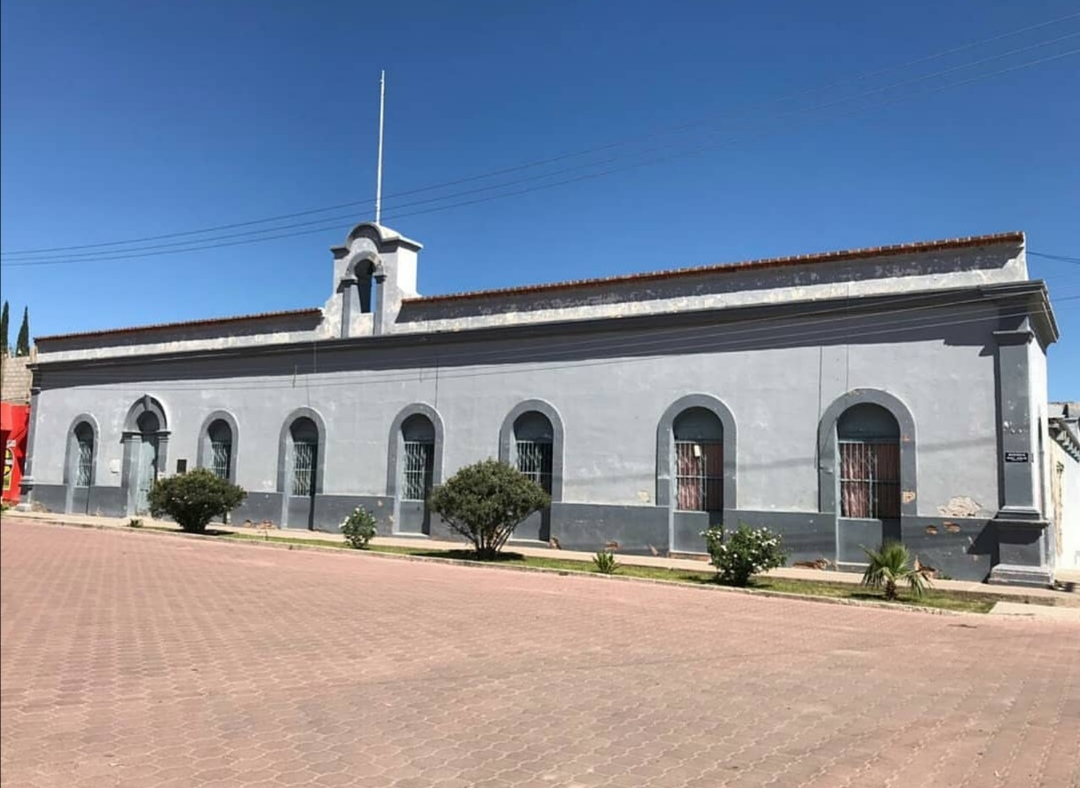
Maison de la culture d'Arizpe